# Kobi Simmons
Kobi Simmons (nascido em 4 de julho de 1997) é um jogador de basquete profissional americano do Charlotte Hornets da National Basketball Association (NBA), em um contrato bidirecional com o Greensboro Swarm da G-League.
Ele jogou basquete universitário na Universidade do Arizona.

## Carreira no ensino médio

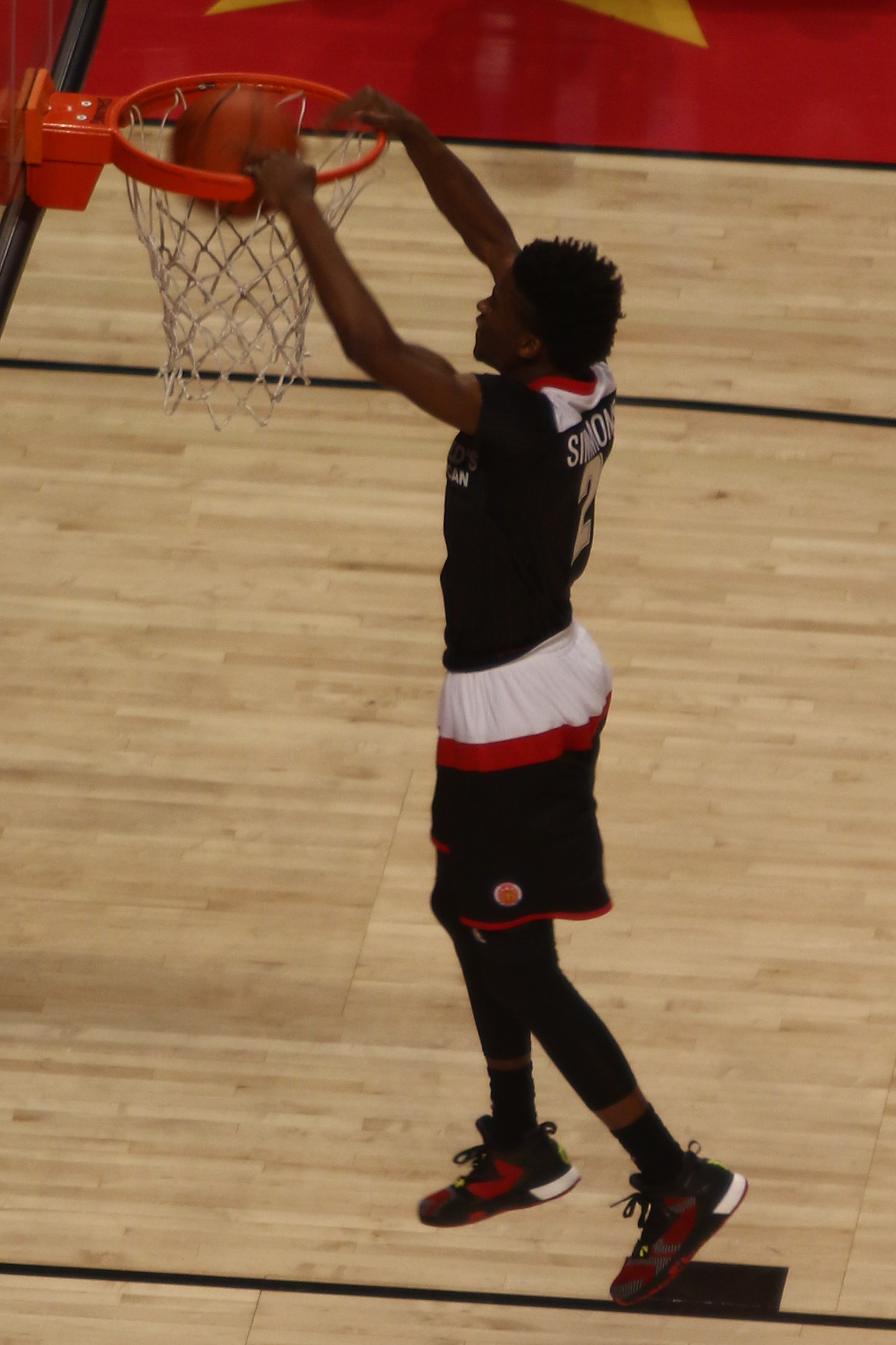
Simmons no McDonald's All-American Game de 2016

Simmons frequentou o St. Francis em Milton, Geórgia. Em seu primeiro ano, Simmons teve médias de 14,1 pontos, 3,9 assistências, 2,7 rebotes e 2,0 roubos de bola. Em seu segundo ano, ele teve uma média de 17,4 pontos, 4,8 assistências e 3,5 rebotes.
Em seu terceiro ano, Simmons teve uma média de 21,2 pontos, 4,2 assistências e 2,9 rebotes em 32 jogos. Em seu último ano, Simmons teve uma média de 26,0 pontos, 4,0 rebotes e 4,0 assistências. Em seu último jogo pelo Knights, ele marcou 36 pontos, incluindo sete cestas de três pontos, na semifinal contra o Milton High School.
Ao longo de sua carreira no ensino médio, Simmons levou St. Francis a 100 vitórias, dois títulos estaduais e quatro participações em finais estaduais. Em 16 de janeiro, Simmons se comprometeu com a Universidade do Arizona.
Em janeiro de 2016, Simmons foi nomeado um McDonald's All-American e jogou no McDonald's All-American de 2016 em 30 de março no United Center em Chicago, onde registrou 12 pontos, 2 assistências e 1 roubo em uma derrota para o West Team por 114-107.
Simmons foi classificado como um recruta cinco estrelas e classificado como o 20º melhor jogador na classe de 2016 de acordo com a ESPN. Ele também ganhou o prêmio de Jogador do Ano pela Atlanta Journal-Constitution. Seu número foi aposentado em St. Francis.

## Carreira universitária
Simmons jogou uma temporada de basquete universitário pela Universidade do Arizona. Em 11 de novembro de 2016, ele marcou 18 pontos, empatando o recorde de mais pontos em uma estreia na NCAA para um jogador do Arizona em uma década, levando os Wildcats à vitória por 65-63 contra Michigan State no Armed Forces Classic. Em 21 de janeiro de 2017, Simmons registrou 20 pontos, 6 rebotes e 5 assistências em uma vitória de 96-85 contra UCLA. Como o segundo colocado no Torneio de Basquete Masculino da Conferência Pac-12, o Arizona derrotou Colorado nas quartas de final e UCLA nas semifinais. Em 11 de março de 2017, Simmons e Arizona derrotaram Oregon por 83–80 e ganharam o Campeonato da Conferencia Pac-12. No Torneio da NCAA, Arizona derrotou Dakota do Norte na primeira rodada e St. Mary's na segunda rodada antes de perder para Xavier no Sweet Sixteen.
Nessa única temporada no Arizona, Simmons jogou em 37 jogos (19 como titular) como calouro e teve uma média de 8,7 pontos, 1,6 rebotes e 2,0 assistências em 23,5 minutos.
Em 5 de abril de 2017, Simmons se declarou para o Draft da NBA, renunciando a seus últimos três anos de elegibilidade para a faculdade.

## Carreira profissional

### Memphis Grizzlies / Memphis Hustle (2017–2018)
Depois de não ter sido selecionado no Draft da NBA de 2017, Simmons assinou com o Memphis Grizzlies em 1 de julho de 2017 em um acordo bilateral. Simmons se tornou o primeiro jogador na história da NBA a assinar oficialmente um contrato bidirecional na liga. Como resultado, ele dividiu o tempo de jogo entre os Grizzlies e o seu afiliado da G League, o Memphis Hustle.
Sua estreia na NBA com os Grizzlies aconteceu em 29 de novembro de 2017 em uma derrota por 95-104 para o San Antonio Spurs. Simmons foi dispensado pelos Grizzlies em 28 de agosto de 2018.

### Canton Charge (2018–2019)
Em 14 de setembro de 2018, Simmons assinou com o Cleveland Cavaliers. Em 13 de outubro, ele foi dispensado pelos Cavaliers. Ele então se juntou ao afiliado dos Cavs na NBA G League, o Canton Charge.

### Cleveland Cavaliers (2019)
Em 27 de janeiro de 2019, Simmons assinou um contrato de 10 dias com o Cleveland Cavaliers, mas foi posteriormente dispensado em 4 de fevereiro.

### Charlotte Hornets (2019-Presente)
Em 16 de setembro de 2019, o Charlotte Hornets anunciou que tinha assinado com Simmons. Em 20 de outubro de 2019, o Charlotte Hornets anunciou que havia convertido o contrato de Simmons em um contrato de mão dupla.

## Estatísticas da carreira

### NBA

#### Temporada regular
| Ano      | Equipe    | PJ | PT | MPJ  | AP   | 3P   | LL    | RT  | AS  | BR | TO | PPJ |
| -------- | --------- | -- | -- | ---- | ---- | ---- | ----- | --- | --- | -- | -- | --- |
| 2017–18  | Memphis   | 32 | 12 | 20.1 | .423 | .282 | 1.000 | 1.6 | 2.1 | .6 | .2 | 6.1 |
| 2018–19  | Cleveland | 1  | 0  | 1.8  | –    | –    | –     | –   | –   | –  | –  | 0.0 |
| Carreira | Carreira  | 33 | 12 | 19.5 | .423 | .282 | 1.000 | 1.5 | 2.1 | .5 | .2 | 5.9 |

### G-League
| Ano      | Equipe           | PJ | PT | MPJ  | AP   | 3P   | LL   | RT  | AS  | BR  | TO  | PPJ  |
| -------- | ---------------- | -- | -- | ---- | ---- | ---- | ---- | --- | --- | --- | --- | ---- |
| 2017–18  | Memphis Hustle   | 26 | 26 | 30.9 | .437 | .361 | .766 | 2.7 | 3.9 | 1.0 | 0.2 | 15.1 |
| 2018–19  | Canton Charge    | 35 | 34 | 32.0 | .437 | .279 | .897 | 3.7 | 3.5 | 1.2 | 0.1 | 17.2 |
| 2019–20  | Greensboro Swarm | 37 | 37 | 33.5 | .454 | .326 | .804 | 4.3 | 5.4 | 1.3 | 0.2 | 17.4 |
| Carreira | Carreira         | 98 | 97 | 32.3 | .444 | .316 | .824 | 3.6 | 4.3 | 1.2 | 0.2 | 16.7 |

Fonte: